# Camiti

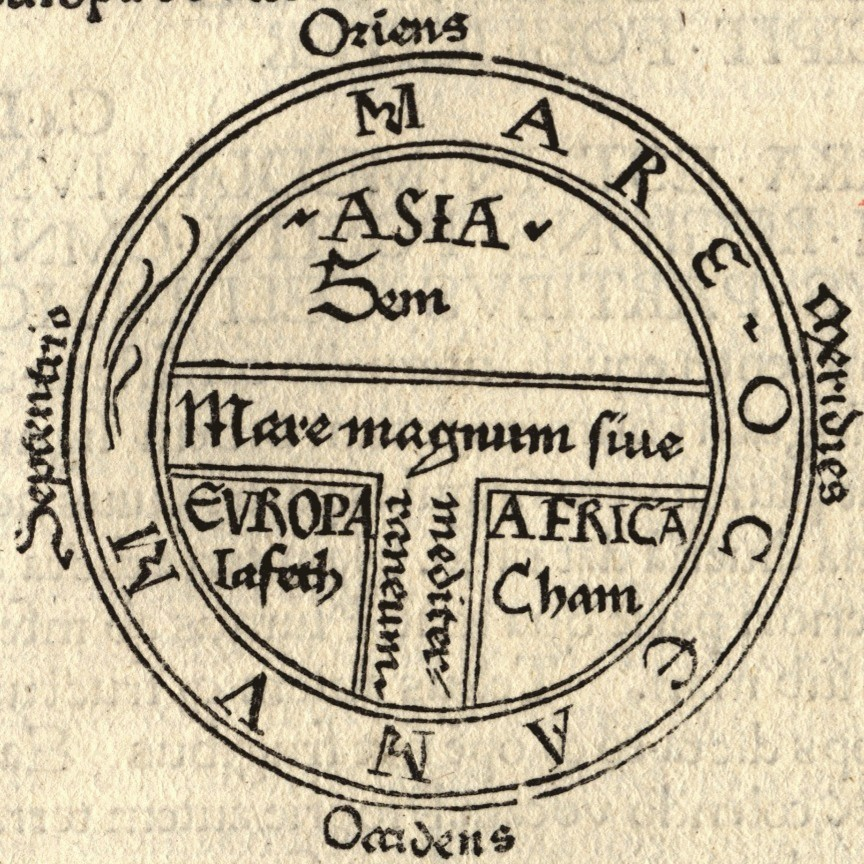
Schematica rappresentazione del mondo indicante i discendenti di Noè

Secondo la storiografia biblica, i Camiti, ortografati anche come Chamiti o Kamiti, chiamati anche Hamiti, sono l'insieme delle popolazioni che discendono da Cam, il figlio di Noè. Esse popolano l'Africa e ne fanno parte i Berberi, gli Etiopi, gli Egizi, i Cananei e tutte le popolazioni nere dell'Africa settentrionale. Dagli altri figli di Noè sarebbero discesi altri importanti gruppi umani: i Semiti da Sem e gli Europei da Jafet.

## La «razza maledetta»
Secondo la storiografia biblica tutti i popoli della terra discendono da Noè e dai suoi figli, gli unici sopravvissuti al diluvio universale. Mentre da Sem discesero i Semiti e da Jafet gli Europei (o Jafesiti o Giapetiti), da Cam discesero gli uomini dalla pelle scura, i Camiti, che popolarono l'Africa. 
(Genesi 9,20-27)
Siccome Cam vide il proprio padre nudo, ricevette una maledizione e per questo i suoi discendenti erano considerati degenerati, impuri e maledetti.
La nozione della "razza maledetta dei figli di Cam" venne comunemente accettata fino al XVII secolo, tanto da giustificare persino la schiavitù. I "negri" erano visti alla stregua di animali, privi di intelligenza e di pudore. Talvolta vi venivano compresi tutti i popoli pagani che vivevano alla periferia del mondo cristiano. 
Sempre secondo la storiografia biblica, Cam ebbe quattro figli: Mizraim, da cui discesero gli Egizi, Cus, da cui discesero i Cusciti o Nubi, Put da cui discesero gli Etiopi e Canaan da cui discesero i Cananei. Nella raccolta dei Midrashim Midrash Rabbah, nel Talmud ed in altri testi si afferma che, oltre agli Africani, come discendenti di Cam tra gli abitanti di Canaan vi sono le sette Nazioni dei Cananèi, Gherghesèi, Chittèi, Emorrèi, Chivvèi, Ghevussèi e Perizzèi.

## L'ipotesi hamitica

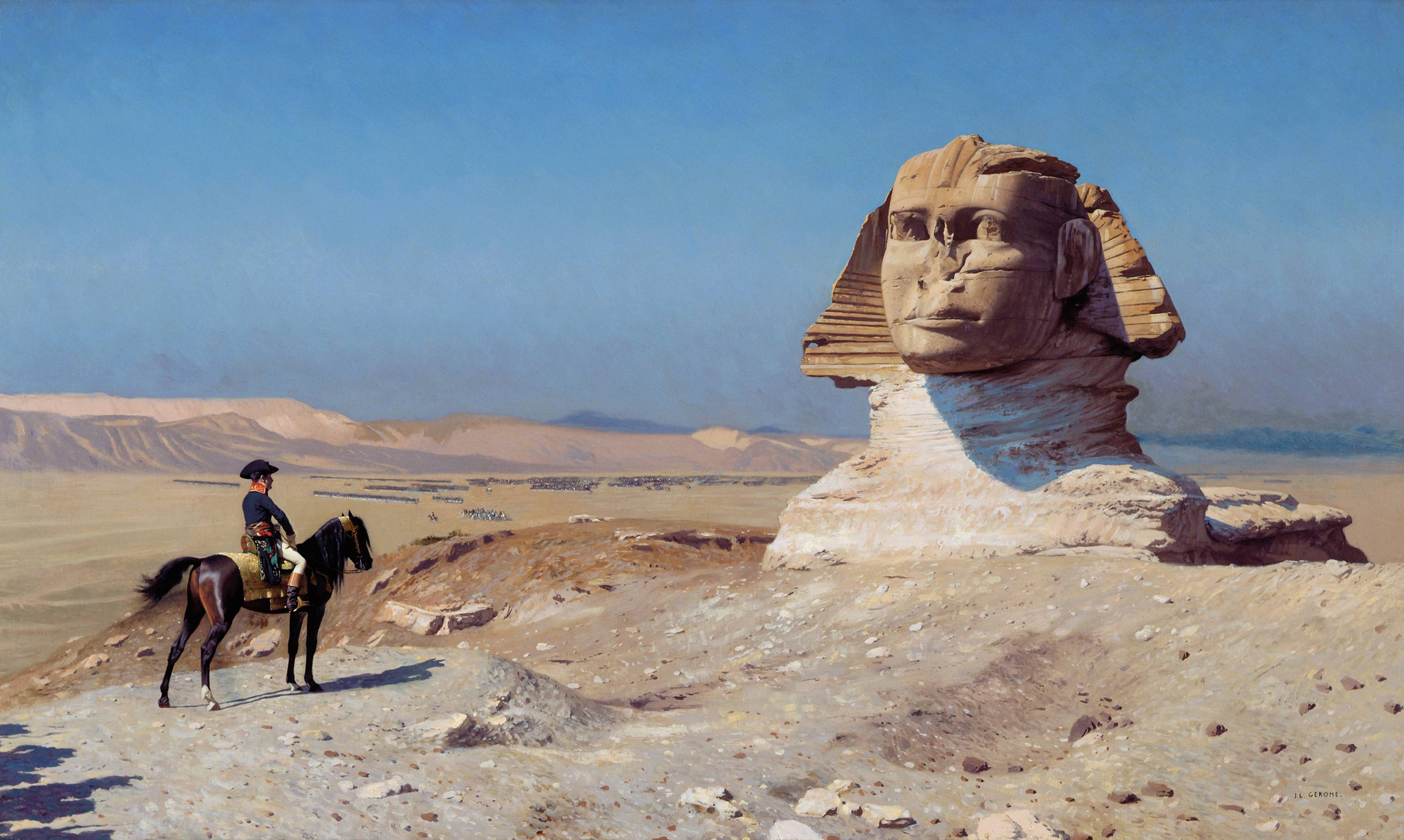
Napoleone Bonaparte davanti alla Sfinge di Giza di Jean-Léon Gérôme

Con la Campagna d'Egitto del 1798 di Napoleone Bonaparte ci si trova di fronte ad un paradosso: anche i "maledetti" Camiti potevano raggiungere un elevato grado di civiltà. Fu così che il conte De Volney arrivò a sostenere che gli Egizi non erano "negri", ma negroidi, cioè camiti imparentatesi con i Greci e con i Romani.
Nel XIX secolo, come applicazione del razzismo scientifico, la "razza camitica" è diventata un sottogruppo della razza caucasica, a fianco della razza semitica, raggruppando le popolazioni originarie del Nord Africa non-semitiche, del Corno d'Africa e Sud Arabia, tra cui gli antichi Egizi. La teoria hamitica ha suggerito che questa "razza camita" era superiore o più avanzata rispetto alle popolazioni negroidi dell'Africa sub-sahariana. Nella sua forma più estrema, negli scritti di Charles Gabriel Seligman, essa affermava che tutti i risultati significativi nella storia africana erano opera di "Camiti" che migrarono in Africa centrale, come pastori, portando con loro tecnologie ed abilità civilizzatrici.
A metà Ottocento Joseph Arthur de Gobineau, nel suo Essai sur l'inégalité des races humaines, sostiene l'idea di una diffusione antica della razza bianca nel continente africano, che avrebbe dato vita ad importanti civiltà e che si sarebbe poi mischiata con i neri.
L'esploratore John Hanning Speke, nel suo diario del viaggio nella terra centrafricana del 1864, di fronte alla sofisticata organizzazione politica del Regno del Burundi sostenne e divulgò l'idea di una certa parentela razziale tra gli europei ed alcune popolazioni africane.
Prende così via l'ipotesi di una razza hamitica, ramo camita della razza bianca, di cui i Berberi, gli Abissini, i Tutsi avrebbero fatto parte. La parola hamita sostituisce il camita per designare un africano "superiore", talvolta definito "nilota" o galla, di origine caucasica o semitica. Si constata quindi una opposizione tra "hamita" e "negro": il primo sarebbe il discendente di una più recente ondata migratoria di genti semitiche camitizzate, originaria dal l'Egitto o dell'Etiopia. Questa sarà la teoria dei missionari Van der Burgt nel 1903 e del vescovo Gorju nel 1920 per spiegare l'origine dei Tutsi, del Burundi e del Ruanda.
Nel 1948 un medico di ritorno dal Ruanda scriveva: "...li si chiama batutsi. In realtà sono degli hamiti, probabilmente di origine semitica o, seguendo talune ipotesi, hamiti o meglio adamiti. Rappresentano circa un decimo della popolazione e formano nella realtà una razza di signori"; ed ancora: "Gli hamiti sono alti 1,90 metri. Sono slanciati. Possiedono un naso diritto, la fronte alta e le labbra sottili. Si intravede in loro una sorta di furbizia, celata da una certa raffinatezza. Le donne giovani sono davvero molto belle e di una tinta talvolta leggermente più chiara di quella degli uomini".
Dal punto di vista linguistico, così come in altri campi, è stata ormai dimostrata la completa ascientificità di questo raggruppamento: "non si parla più ormai di lingue camitiche (le lingue africane, in senso proprio) in giustapposizione alle lingue semitiche come l'ebraico, l'arabo e le lingue etiopiche derivate dal geez": la vecchia famiglia camito-semitica viene modernamente riconsiderata nella famiglia delle lingue afro-asiatiche.